# 修理山站
修理山站（：／ Surisan yeok */?）是首都圈电铁4号线沿線的一座高架車站，位於韓國京畿道軍浦市修理洞。本站的設置係肇因於大夜味站與山本站之間的站距過長，因發鄰近居民的民怨，因此在兩站之間設立新站。另外本站雖以修理山命名，但實際上距離山口有一段距離。

## 車站結構
站體為2面2線側式月台的高架車站，候車月台設有月台幕門，並有3處出口。

### 月台配置
| ↑ 山本   |
| \| ２    |
| 大夜味 ↓ |

| 月台 | 路線             | 目的地                 |
| ---- | ---------------- | ---------------------- |
| 1    | ●首都圈电铁4号线 | 舍堂、首爾站、堂嶺方向 |
| 2    | ●首都圈电铁4号线 | 中央、安山、烏耳島方向 |

## 歷史
- 2003年7月18日：安山線修理山站以配置簡易站落成啟用。
- 2010年9月1日：降格為無配置簡易站。

## 車站周邊
- 修理山（朝鲜语：수리산）道立公園（森林浴場入口）
- 軍浦消防署
- 躑躅花園
- 修理高校
- 興進高校
- 興進中學
- 道藏初等學校
- 五禁初等學校
- 五禁洞郵局

## 圖片

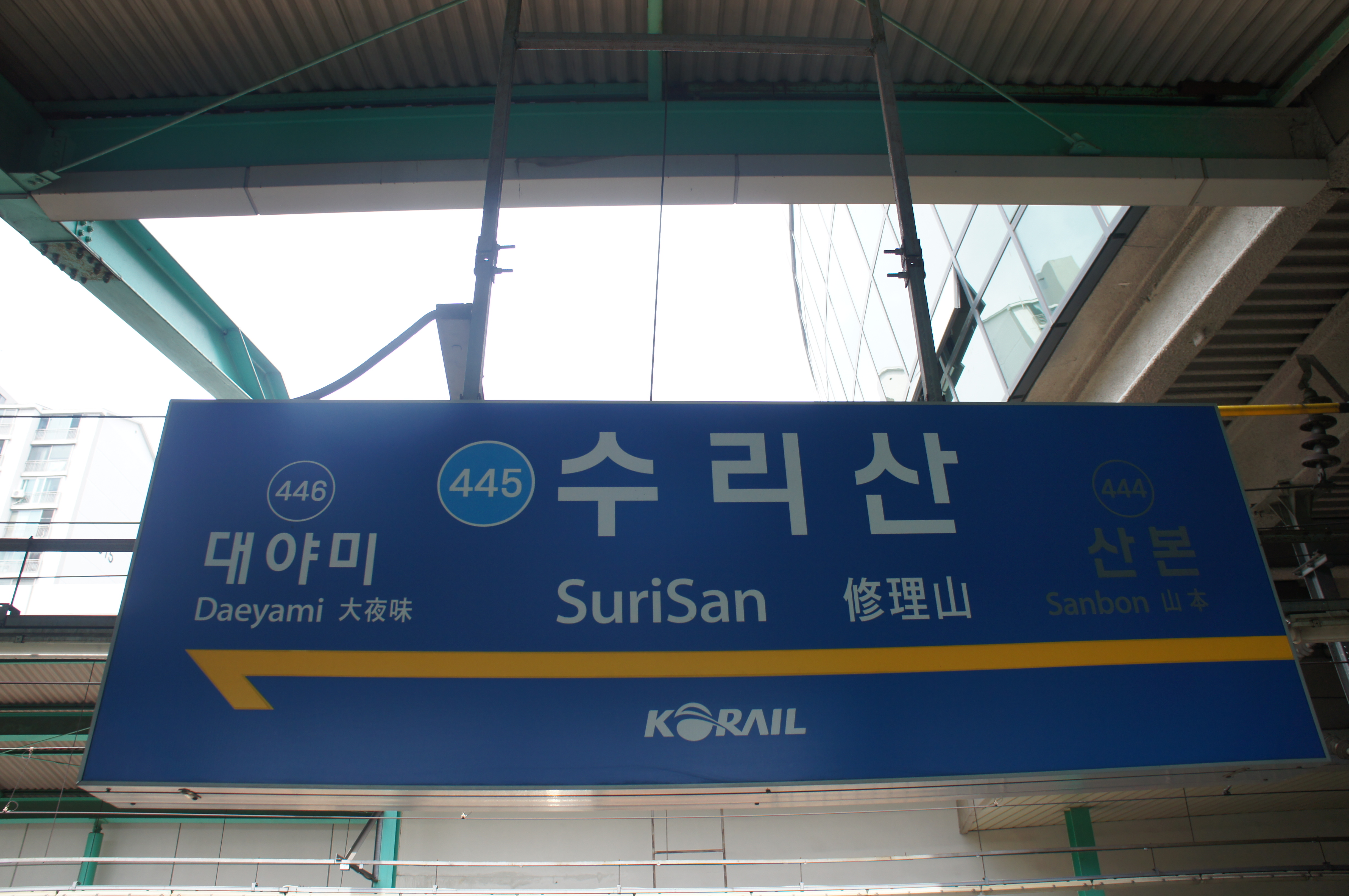
站名牌
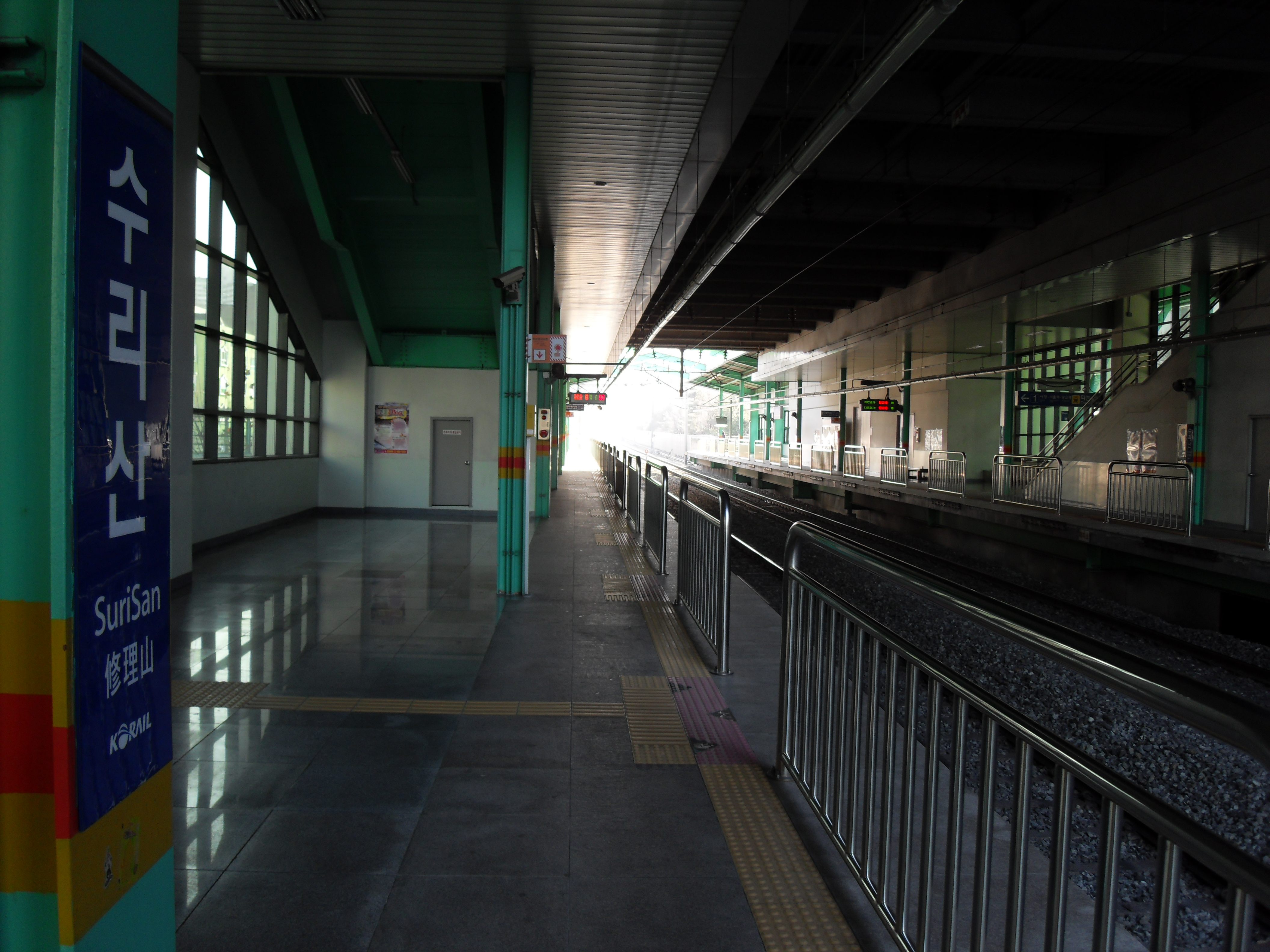
候車月台（尚未安裝月台門時期）

## 相鄰車站
韓國鐵道公社
●首都圈电铁4号线
緩行
山本（444）－修理山（445）－大夜味（446）

## 外部連結
- IIIA為水仁線道場站設計的車站 （页面存档备份，存于）